# 이기호 (소설가)
이기호(李起昊, 1972년~)는 대한민국의 소설가이다. 현재 광주대학교 문예창작학과 교수이다.

## 약력
1972년 강원도 원주에서 태어났다. 추계예술대학교 문예창작학과를 졸업하고 명지대학교대학원 문예창작학과에서 박사과정을 수료했다. 1999년 현대문학에 단편소설 〈버니〉가 당선되어 문단에 나왔다. 2010년 제11회 이효석문학상을, 2013년 제1회 김승옥문학상을, 2017년 제17회 황순원문학상을 수상했다. 현재 광주대학교 문예창작학과 교수로 재직 중이다.

## 수상
- 2010년 제11회 이효석문학상
- 2013년 제1회 김승옥문학상
- 2014년 제47회 한국일보문학상
- 2017년 제17회 황순원문학상

## 저서

### 소설집
- 《최순덕 성령충만기》 (문학과지성사, 2004)
- 《갈팡질팡 하다가 내 이럴 줄 알았지》 (문학동네, 2006)
- 《김 박사는 누구인가》 (문학과지성사, 2013)
- 《웬만해선 아무렇지 않다》 (마음산책, 2016)
- 《세 살 버릇 여름까지 간다》 (마음산책, 2017)
- 누구에게나 친절한 교회오빠 강민호 (문학동네, 2018)

### 장편소설
- 《사과는 잘해요》(현대문학, 2009)
- 《차남들의 세계사》(민음사, 2014)